# Alfred Edwin Eaton

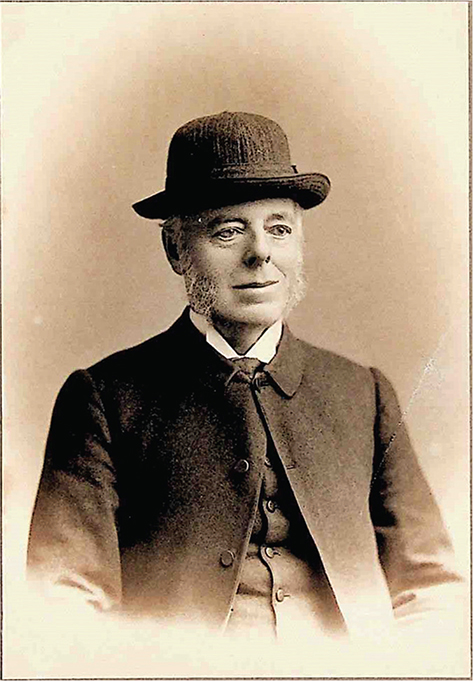
Alfred Edwin Eaton

Alfred Edwin Eaton (* 1. Dezember 1844 in Little Bridy, Dorset; † 23. März 1929 in Northam) war ein britischer Geistlicher und Entomologe.
Eaton interessierte sich schon als Jugendlicher für Naturgeschichte. Er studierte in Cambridge (Bachelor 1868, Magister 1871) und wurde 1869 zum Diakon und 1870 zum Priester geweiht. Er war Kurat oder Vikar in sechs Gemeinden zwischen 1869 und 1892, unter anderem in  Shepton Montague in Somerset (Vikar 1887 bis 1892). 1892 bis 1897 war er auf einer Kaplansstelle in Algerien.
Er befasste sich als Entomologe vor allem mit Zweiflüglern, Netzflüglern und Eintagsfliegen und galt besonders für Letztere als Experte. Seine Sammlung ist im Natural History Museum in London. Er unternahm Sammelreisen nach Spitzbergen (auf der Expedition von B. Leigh Smith 1873) und nach Südafrika und auf den Kerguelen (britische Expedition zur Beobachtung des Venusdurchgangs 1874/75), wobei die entomologischen Funde damals von anderen beschrieben wurden. Auf diesen Reisen sammelte er auch Pflanzen. Später sammelte er in Algerien (wo er beim Sammeln Verdacht erregte und vorübergehend inhaftiert war) und auf Madeira und Teneriffa (1902).
Sein Freund Robert MacLachlan überließ ihm seine Sammlung von Eintagsfliegen zum Studium (für die er sich selbst nicht interessierte) und als MacLachlan der British Entomological Society einen Katalog der Insekten Großbritanniens vorschlug (der bald darauf eingestellt wurde da man über die Taxonomie von Käfern in Streit geriet) verfasste Eaton 1871 eine Monographie über Eintagsfliegen (revidiert 1883 bis 1888). Später wandte er sich den Schmetterlingsmücken (Psychodidae) zu und beabsichtigte eine Monographie zu schreiben wie über die Eintagsfliegen, kam aber wegen Krankheiten nicht mehr dazu (1894/95 veröffentlichte er aber eine Revision der britischen Arten).
Richard Bowdler Sharpe benannte 1875 eine Ente nach ihm (Anas eatoni). Der Pilz (Galera eatonii (Berkeley 1876)) ist nach ihm benannt.
Er war Mitglied der Entomological Society of London und 1877 bis 1879 in deren Rat.

## Schriften
- Monograph on the Ephemeridae, 1871